# Sunnyside (serial telewizyjny)
Sunnyside  – amerykański serial telewizyjny (komedia) wyprodukowany przez  Universal Television, Panther Co.,Fremulon oraz3 Arts Entertainment, którego twórcami są Kal Penn i Matt Murray. Serial jest emitowany od 26 września 2019 przez NBC.
16 października 2019 roku NBC ogłosiła anulowanie serialu.
Fabuła serialu opowiada o grupie imigrantów, którzy przygotowują się do egzaminu by zostać obywatelami Stanów Zjednoczonych.

## Obsada

### Główna
- Kal Penn jako Garrett Modi
- Diana-Maria Riva jako Griselda[3]
- Joel Kim Booster jako Jun Ho[3]
- Kiran Deol jako Mallory Modi[3]
- Poppy Liu jako Mei Lin[3]
- Moses Storm jako Bojan/Brady[3]
- Samba Schutte jako Hakim[3]

### Drugoplanowa
- Ana Villafañe jako Diana Barea
- Tudor Petrut jako Drazen Barbu[3]

## Odcinki
| #  | Tytuł                         | Reżyseria     | Scenariusz                       | Premiera w NBC       |
| -- | ----------------------------- | ------------- | -------------------------------- | -------------------- |
| 1  | Pilot                         | Oz Rodriguez  | Kal Penn, Matt Murray            | 26 września 2019     |
| 2  | The Ethiopian Executioner     | Oz Rodriguez  | Amy Hubbs                        | 3 października 2019  |
| 3  | Dr. Potato                    | Heather Jack  | Dan Klein                        | 10 października 2019 |
| 4  | Mondale                       | Maggie Carey  | Evan Waite                       | 17 października 2019 |
| 5  | Schnorf Town                  | Paymen Benz   | Damir Konjicija, Dario Konjicija | 24 października 2019 |
| 6  | Skirt-Skirt                   | Jay Karas     | Polina Diaz                      | 31 października 2019 |
| 7  | Pants Full of Sandwiches      | Jeff Blitz    | Paiman Kalayeh                   | 7 listopada 2019     |
| 8  | Too Many Lumpies              | Linda Mendoza | Ayo Edebiri                      | 14 listopada 2019    |
| 9  | Sigma Triangle Squiggly Thing | David Miller  | Andy Gosche                      | 21 listopada 2019    |
| 10 | I Don't Know Her              | Anya Adams    | April Quioh                      | 28 listopada 2019    |
| 11 | Multicultural Tube of Meat    | Rebecca Asher | Aseem Batra                      | 5 grudnia 2019       |

## Produkcja
W marcu 2019 roku ogłoszono obsadę serialu, do której dołączyli: Kiran Deol, Moses Storm, Diana Maria Riva, Samba Schutte, Poppy Liu, Joel Kim Booster i Tudor Petrut. 6 maja 2019 roku stacja NBC zamówiła pierwszy sezon serialu, który zadebiutuje w sezonie telewizyjnym 2019/2020.